# Distributed Proofreaders
Distributed Proofreaders o abreujat DP or PGDP és un projecte de programari en línia per a fomentar la publicació de texts electrònics per al Projecte Gutenberg (PJ) en permetre a moltes persones de col·laborar com a corrector de proves. El juliol de 2015 ja van corregir més de treinta mil obres.
El programari en línia permet de juxtaposar un fàcsimil de l'original i una proposició de text per reconeixement òptic de caràcters. Tres correctors llegeixen cada pàgina i després d'aquesta operació, es fa el formatatge tipogràfic (títols, itàlics…) en dos torns. Generalment no hi ha més de deu errors per pàgina i el corrector pot fer una pàgina o un llibre senzer, el que dona una gran flexibilitat quant a l'energia investida com a voluntari.
La pàgina web va ser creada per Charles Frank el 2000 com un projecte independent, que va ser integrat en PJ el 2002. El 2004 es va crear Distributed Proofreaders Europe a Belgrad, ans al contrari del projecte mare, un web plurilingüe i escrit en unicode per tal de facilitar la codificació de qualsevol llengua.